# 巴伯·B·科纳布尔

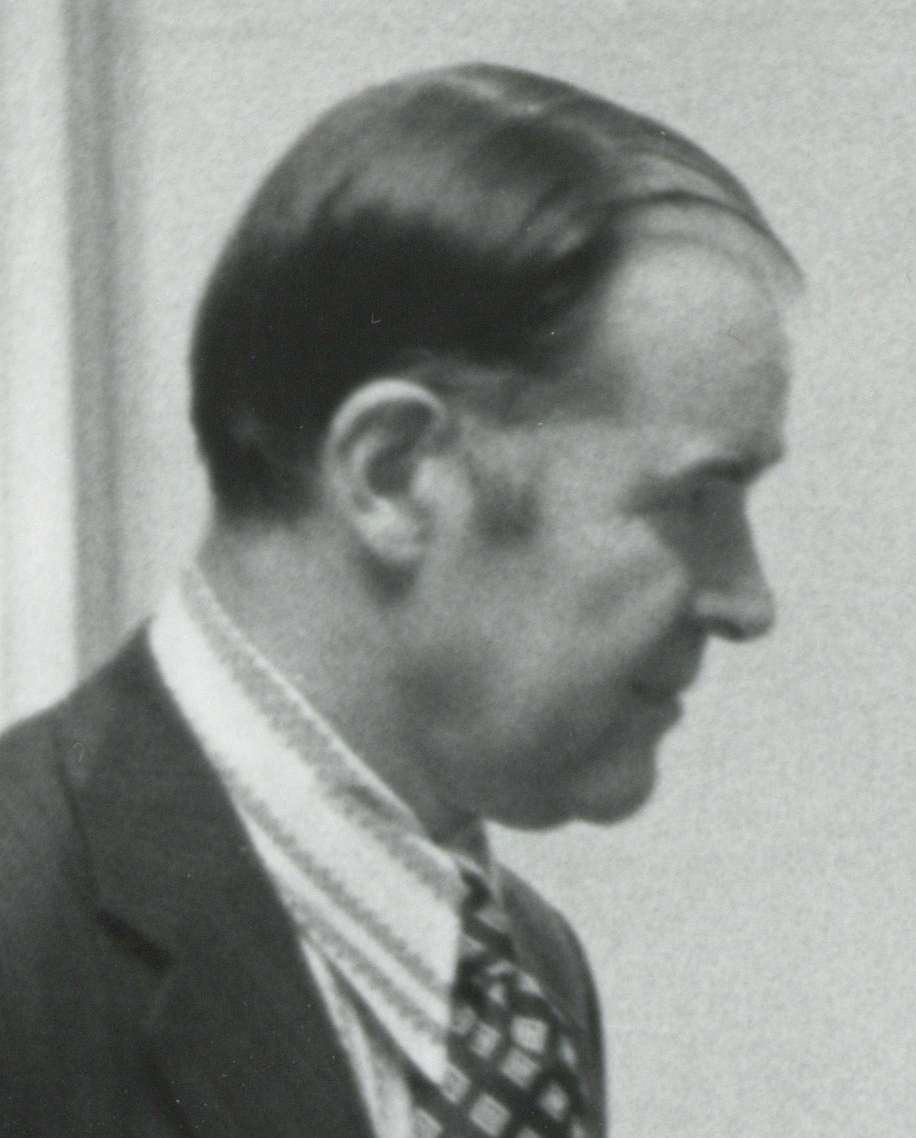
1973年的巴伯·B·科纳布尔

小巴伯·本杰明·科纳布尔（Barber Benjamin Conable, Jr.，1922年11月2日—2003年11月30日）是一位美国军人、政治家。

## 生平
1922年出生于纽约州沃索，曾任美国众议院议员和世界银行行长。
2003年在加利福尼亚州萨拉索塔逝世。
| 前任： 奥尔登·W·克劳森 | 世界银行行长 1986年-1991年 | 繼任： 刘易斯·T·普雷斯顿 |